# زوربای یونانی (فیلم)
زوربای یونانی (به انگلیسی: Zorba the Greek) فیلمی از مایکل کاکویانیس برگرفته از رمانی به همین نام نوشته نیکوس کازانتزاکیس و محصول سال ۱۹۶۴ میلادی است.

## خلاصه داستان
«بازیل» (بیتس) نویسنده جوان انگلیسی عازم کرت است تا معدنی را که از پدر یونانی‌اش به ارث برده بازگشایی کند. او با «زوربا» (کویین) دهقان درشت جثه یونانی آشنا می‌شود و به عنوان آشپز و معدنچی استخدامش می‌کند. در دهکده‌ای در کرت آنان در هتلی اقامت می‌کنند که مدیرش «مادام هورتنس» (کدرووا) است، یک مادام فرانسوی پا به سن گذاشته که «زوربا» با او دوست می‌شود. در حین شروع به سازمان دهی کار در معدن، آنان با دیگر روستاییان ملاقات می‌کنند، از جمله بیوه جوانی (پاپاس) که در انزوا زندگی می‌کند، «ماوراندونی» (فونداس)، سبک روده روستا که مراقب ملک «بازیل» بوده‌است و پسرش «پاولو» (وُیاگیس) که دل باختهٔ بیوه است «زوربا» ناامید نشده‌است. او این حادثه را یک شوخی بزرگ می‌داند. سرخوشی او به «بازیل» هم سرایت می‌کند و هر دو در ساحل خالی می‌خندند و می‌رقصند

## یک نگاه
بر اساس رمان پر آوازه کازانتزاکیس که برگردان آن به فیلم به اندازه خود رمان موفق نبود. معنای داستان در مسیر تأیید جنبه شاد زندگی تجلی می‌یابد. اما ظاهراً شادی برای کاکویانیس که به ملودرام‌های تیره و تار علاقه دارد چیز دور از ذهنی است. با این همه زوربای یونانی شروع خوبی دارد. مرد انگلیسی که با نگرانی، زیر باران سیل آسا امیدوارانه در پی اموال خویش است، ملاقاتش با زوربای تنومند و رابطه متناقض آن دو کنجکاوی و علاقه را برمی‌انگیزد. بازی خوب کویین و موسیقی زیبای تئودوراکیس از نکته‌های قابل توجه این فیلم به‌شمار می‌آید.